# Antoaneta Todorova
Antoaneta Todorova-Selenska (née le 8 juin 1963 à Samovodene) est une athlète bulgare, spécialiste du lancer du javelot. 

## Biographie
Le 15 août 1981, au cours de la Coupe d'Europe des nations à Zagreb, Antoaneta Todorova améliore le record du monde du lancer du javelot en établissant la marque de 71,88 m. Ce record est battu en 1982 par la Finlandaise Tiina Lillak.
Elle atteint la finale des Jeux olympiques de 1980 et 1988, des championnats du monde de 1993, et des championnats d'Europe de 1990 et 1994. Elle remporte la Coupe du monde des nations de 1981.

### Palmarès
| Date | Compétition                   | Lieu      | Résultat | Performance |
| ---- | ----------------------------- | --------- | -------- | ----------- |
| 1979 | Championnats d'Europe juniors | Bydgoszcz | 3e       | 57,76 m     |
| 1980 | Jeux olympiques               | Moscou    | 10e      | 60,66 m     |
| 1981 | Coupe d'Europe des nations    | Zagreb    | 1re      | 71,88 m     |
| 1981 | Championnats d'Europe juniors | Utrecht   | 1re      | 64,12 m     |
| 1981 | Coupe du monde des nations    | Rome      | 1re      | 70,08 m     |
| 1988 | Jeux olympiques               | Seoul     | 11e      | 56,78 m     |
| 1990 | Championnats d'Europe         | Split     | 7e       | 61,24 m     |
| 1992 | Jeux olympiques               | Barcelone | 16e      | 59,40 m     |
| 1993 | Championnats du monde         | Stuttgart | 10e      | 58,82 m     |
| 1994 | Championnats d'Europe         | Helsinki  | 8e       | 57,76 m     |